# Sid Eudy
Sidney Raymond Eudy (ur. 16 grudnia 1960 w West Memphis, zm. 26 sierpnia 2024) – amerykański wrestler lepiej znany pod pseudonimami ringowymi jako Lord Humongous, Sid Vicious, Sid Justice, Sycho Sid lub po prostu Sid, dwukrotny mistrz WWF Heavyweight i trzykrotny mistrz WCW World Heavyweight.

## Życiorys
Urodził się 16 grudnia 1960 w West Memphis w stanie Arkansas jako Sidney Raymond Eudy. W młodości trenował futbol amerykański.
Jako wrestler debiutował w 1987. Jego trenerem był Tojo Yamamoto. Zaczynał karierę w Continental Wrestling Association (CWA), gdzie posługiwał się pseudonimem Lord Humongous i występował pod maską. Walczył w organizacji World Championship Wrestling (WCW) w latach 1989–1991, w 1993 i w latach 1999–2001. Walczył też w organizacji World Wrestling Federation (WWF) w latach 1991–1992 i 1995 – 1997. W WCW posługiwał się pseudonimem Sid Vicious, a w WWF Sid Justice lub Sycho Sid. Jako Sid Justice wartościował honor (Justice po angielsku oznacza sprawiedliwość). Jednak najczęściej odgrywał gimmick sadysty i brutala. Częścią jego taktyki było psychologiczne dezorientowanie przeciwnika.
W 1989 w World Championship Wrestling utworzył tag team The Skyscrapers z Danem Spivey. Ich managerem był Teddy Long. Kiedy z powodu kontuzji nie mógł brać udziału w walkach, w tag teamie zastępował go Mean Mark Callous. Po powrocie do walk przyłączył się do grupy The Four Horsemen Rica Flaira.
W World Wrestling Federation występował od 1992. Początkowo angażował się w dbanie o uczciwość i porządek w organizacji. 19 stycznia 1992 wziął udział w bitwie na Royal Rumble. Wszedł na ring jako dwudziesty dziewiąty i wyeliminował kolejno Sgt. Slaughtera, Warlorda, Roddy Pipera, Ricka Martela, Randy’ego Savage’a (z pomocą RIca Flaira) i Hulka Hogana. W bitwie pozostali już tylko Sid Justice i Ric Flair. Ale Hogan oburzony eliminacją zaczął ciągnąć Justice’a i w ten sposób pomógł Flairowi w wyeliminowaniu ostatniego pozostałego przeciwnika i zwycięstwie. 8 lutego 1992 Sid połączył siły z Hoganem w walce tag teamów przeciwko Flairowi i The Undertakerowi. W trakcie walki Sid zwrócił się jednak przeciwko swojemu partnerowi i stał się heelem, a następnie zatrudnił Harveya Wipplemana jako swojego nowego managera. 5 kwietnia 1992 na gali WrestleMania VIII Sid walczył z Hoganem. Przeciwnik powalił go swoim finisherem, jednak Sidowi udało się przełamać próbę przepięcia przez Hogana, co zdarzało się niezwykle rzadko. W rzeczywistości Sid postąpił wbrew ustalonemu wcześniej scenariuszowi. Szybko zareagował Harvey Wippleman, który interweniował w przebieg pojedynku, aby jego fabularny klient przegrał z powodu dyskwalifikacji. Po tym zdarzeniu Sid został zwolniony z WWF.
W 1993 powrócił do World Championship Wrestling. 23 maja na gali Slamboree pokonał Van Hammera w 35 sekund. Wkrótce rozpoczął rywalizację ze Stingiem. 28 października wdał się w bójkę z Arnem Andersonem w angielskim hotelu. Zdarzenie to nie było częścią programu WCW i nie było emitowane w telewizji. Obaj zawodnicy zostali odwiezieni do szpitala. Anderson miał wiele ran kłutych i przebić w klatce piersiowej i brzuchu. Sid nie pojawiał się przez kolejne lata w WCW.

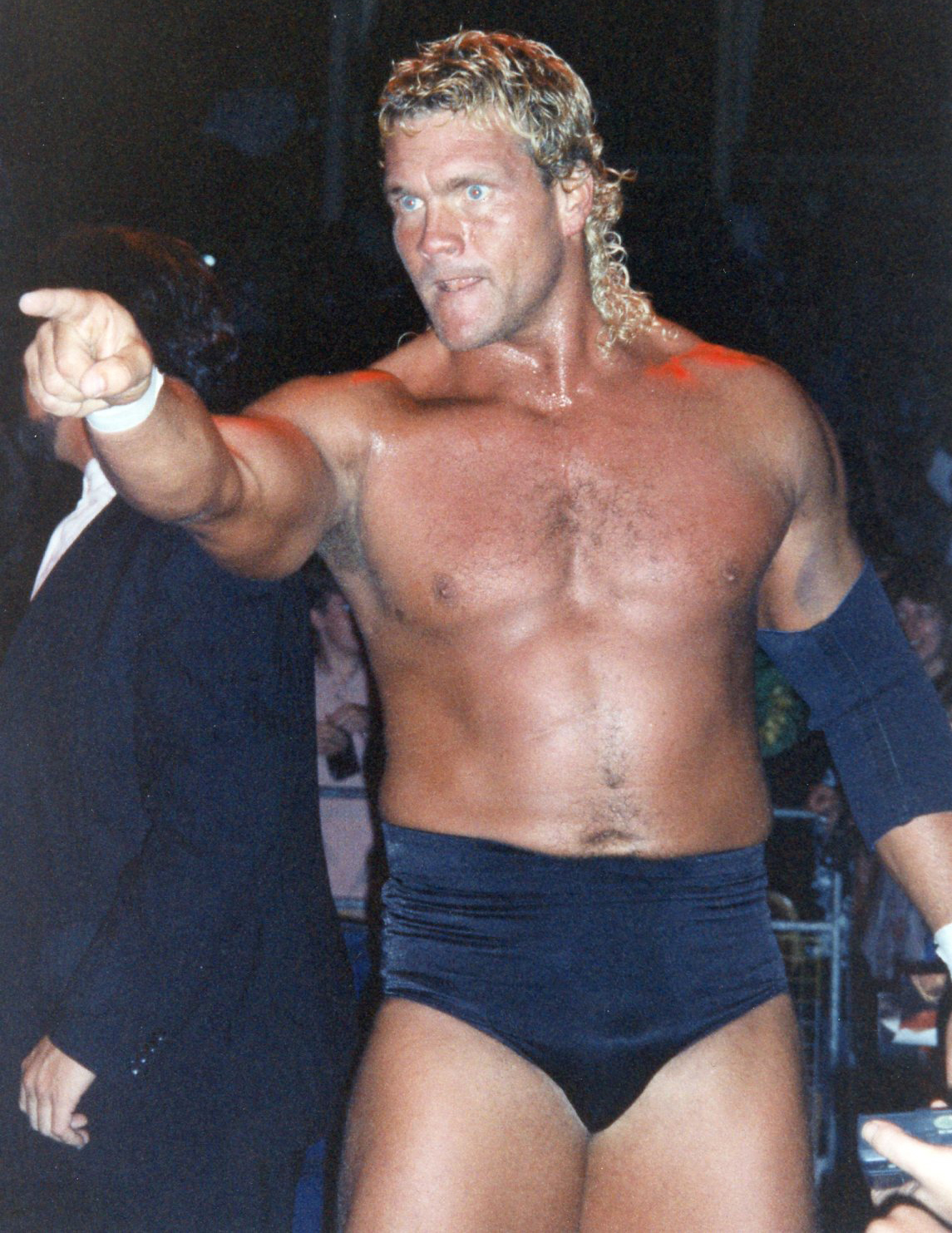
Sycho Sid 4 października 1995 w Royal Albert Hall

W 1995 powrócił do World Wrestling Federation jako Sycho Sid i dołączył do stajni Teda DiBiase, Million Dollar Corporation. 16 listopada 1996 na gali Suvivor Series walczył przeciwko mistrzowi, Shawnowi Michaelsowi, o najwyższe mistrzostwo organizacji, WWF Heavyweight Championship. W trakcie pojedynku zaatakował kamerą managera swojego przeciwnika, Jose Lotherio. Gdy Michaels poszedł sprawdzić czy Lotherio nie stało się nic poważnego, Sid wykorzystał sytuację i zaatakował przeciwnika z niecka. Dzięki tej taktyce Sid wygrał i przejął mistrzostwo. Jego panowanie trwało do 19 stycznia 1997, kiedy na gali Royal Rumble Shawn Michaels pokonał go i odzyskał pas mistrzowski. Po raz kolejny Sid został mistrzem 17 lutego 1997, pokonując posiadającego wówczas mistrzostwo Breta Harta w odcinku Raw. Ponownie stracił tytuł 23 marca 1997, gdy na gali Wrestlemania 13 w walce o mistrzostwo pokonał go The Undertaker.
W 1999 przez krótki czas walczył w organizacji Extreme Championship Wrestling (ECW), po czym powrócił do World Championship Wrestling. 12 września 1999 na gali Fall Brawl pokonał Chrisa Benoit w walce o pas United States Championship. 24 października 1999 na Halloween Havoc zmierzył się o ten pas w pojedynku przeciwko Billowi Goldbergowi. W trakcie walki stracił dużo krwi i zemdlał, co ułatwiło Goldbergowi zwycięstwo i przejęcie pasa. 24 stycznia 2000 walczył przeciwko Donowi Harrisowi o to kto zmierzy się w walce o tytuł z posiadaczem WCW World Heavyweight Championship, najwyższego mistrzostwa organizacji. Sid wygrał, a następnie pokonał panującego mistrza, Kevina Nasha. Jednak Nash, który był także komisarzem WCW, odebrał Sidowi tytuł, motywując swoją decyzję tym, że Sid rzekomo pokonał nie tego Harrisa co trzeba (Don Harris był bratem bliźniakiem innego zawodnika, Rona Harrisa). 26 stycznia 2000 Sid pokonał Nasha w walce o zwakowane mistrzostwo WCW World Heavyweight. 10 kwietnia 2000 tytuł ponownie został zwakowany, tym razem na polecenie zarządzającego organizacją Erica Bischoffa, który ogłosił nową erę WCW. Sid wziął udział w turnieju o zwakowane mistrzostwo, ale został z niego wyeliminowany przez Stinga. W 2001 WCW zostało wykupione i zlikwidowane przez WWF.
Po 2001 walczył w takich organizacjach, jak International Wrestling Syndicate, Great North Wrestling, PWU: Wrestle-Reality, Northeast Wrestling, Big Time Wrestling, American Wrestling Rampage, Memphis Wrestling, Northern Championship Wrestling, Juggalo Championship Wrestling, Main Event Championship Wrestling, Powerhouse Wrestling i Pro Wrestling Syndicate.

## Inne media

### Filmografia
| Rok          | Film              | Rola         |
| ------------ | ----------------- | ------------ |
| 2012         | Tears of Bankers  | Sid          |
| 2012         | Death from Above  | Herzog       |
| 2011         | River of Darkness | Jonah Jacobs |
| 2000         | Kibice do dzieła! | On sam       |
| Źródło: IMDb |                   |              |

### Gry komputerowe
Przedstawiająca go grywalna postać pojawiła się w ośmiu grach o wrestlingu: WWF Superstars 2 (1992, GB), WWF Wrestlemania: Steel Cage Challenge (1992, NES), WWF Super Wrestlemania (1992, SNES), WCW Backstage Assault (2000, N64, PS), Legends Of Wrestling II (2002, GC, Xbox, PS2), Showdown: Legends Of Wrestling (2004, Xbox, PS2), WWE 2K17 (2016, Xbox360, XboxOne, PS3, PS4, PC) i WWE 2K18 (2017, XboxOne, PS4, PC).

## Życie prywatne
Od 30 grudnia 1983 do śmierci był żonaty z Sabriną Paige. Razem mają dwóch synów, Franka i Gunnara.

## Śmierć
26 sierpnia 2024 roku jego syn Gunnar ogłosił na swojej stronie na Facebooku, że jego ojciec Eudy zmarł na raka. Miał 63 lata.

## Mistrzostwa i osiągnięcia
- Continental Championship Wrestling
  - NWA Continental Tag Team Championship (1 raz) – z Shane’em Douglasem
  - NWA Southeastern Heavyweight Championship (wersja Alabamska) (1 raz)
- Continental Wrestling Association
  - CWA Heavyweight Championship (1 raz)
- Northeast Wrestling
  - NWA Northeast Heavyweight Championship (1 raz)
- United States Wrestling Association
  - USWA Unified World Heavyweight Championship (2 razy)
- World Championship Wrestling
  - WCW World Heavyweight Championship (2 razy)
  - WCW United States Heavyweight Championship (1 raz)
- World Wrestling Federation
  - WWF World Heavyweight Championship (2 razy)
- Pro Wrestling Illustrated
  - Powrót roku (1996)
- Wrestling Observer Newsletter
  - Najbardziej przeceniany wrestler (1993)[1]